# فؤاد حسين (صحفي)
فؤاد حسين صحفي أردني ومؤلف الكتاب العربي الصادر عام 2005 «الزرقاوي: الجيل الثاني من القاعدة». المبني علي مقابلات شخصية مع النشطاء المسلمين الأوائل من ضمنهم أبو مصعب الزرقاوي، القائد السابق لتنظيم القاعدة في العراق، وسيف العدل، العضو رفيع المستوي في تنظيم القاعدة والجهاد الإسلامي. قابل حسين الزرقاوي ومستشاره أبو محمد المقدسي لأول مرة عام 1996 بسجن أردني. في ذلك الوقت كان فؤاد حسين مقبوض عليه كسجين سياسي. منذ صدور الكتاب فقد حصل علي تغطية صحافية واسعة وتحليل شامل في إيران. في هذا الكتاب يصف فؤاد حسين ما يقول عنه الاستراتيجية الكبرى تنظيم القاعدة التي تمثل تتابع للأحداث لفترة أكبر من قرابة العشرين سنة. 

## المرحلة الأولى، «اليقظة»
بدأت هذه المرحلة مع أحداث 11 سبتمبر، والتي كانت تهدف لخداع الولايات المتحدة لصراع عسكري بالشرق الأوسط. 
هذه المرحلة كما يقول فؤاد حسين في كتابه انتهت باستيلاء أمريكا علي بغداد في بداية أبريل عام 2003. 

## المرحلة الثانية، «البصيرة»
أصبح تنظيم القاعدة أكثر من مجرد منظمة بل اتجاه شعبي ينال الدعم من الاحتلال الأمريكي للعراق ووسائل الإعلام العربية عن طريق وسائل عديدة مثل الإنترنت. كان ذلك مستمرا حتى عام 2006. 

## المرحلة الثالثة، «النهوض والوقوف»
بدأ تنظيم القاعدة تركيز طاقاته نحو مهاجمة الحكومات العلمانية في سوريا وتركيا وكذلك ضد إسرائيل حتي عام 2010. 

## المرحلة الرابعة، «إسقاط الأنظمة»
كانت حالة من اليقظة المستمرة للقوة الأمريكية بالشرق الأوسط مما أدى أيضا الي استسلام الحكومات عبر العالم العربي. 

## المرحلة الخامسة، «إعلان الخلافة»
من عام 2013 الي 2016، قال فؤاد حسين أن الحركة الإسلامية نقلت ميزان القوة بالشرق الأوسط بعيدا عن الغرب وإسرائيل، وسيتم تأييد الإسلاميين بحلفاء جدد مثل الصين. في هذا المناخ ستؤسس خلافة جديدة. 
ولقد كتب أن القاعدة توقعت كذلك أن أمريكا ستسعى خلف الحليف الرئيسي لإيران في المنطقة وهي سوريا. إزالة نظام الأسد -وهو الهدف طويل المدى للجهاديين- سيسمح للدولة بدخول القاعدة وذلك ما يضع الإرهابيين، أخيرًا، في متناول إسرائيل. 

## المرحلة السادسة، «المواجهة الكلية»
الإستمرار حتي 2020، حينها سيهزم الجيش الإسلامي والخلافة المُشَكَّلة حديثا غير المؤمنين في صراع عالمي. 

## المرحلة الأخيرة، «الانتصار المحقق»
سوف تحكم الخلافة الإسلامية العالم، لأن باقي العالم سيهزم بشدة عن طريق «المليار ونصف مسلم»

## تقييم 2014
المرحلة الرابعة توافقت مع حدوث ثورات الربيع العربي. 
المرحلة الخامسة اكتملت مع إعلان داعش للخلافة.

## مزيد من القراءة
- ياسين مشربش. "ما تريده القاعدة حقًا", August 12, 2005. Retrieved September 12, 2006.
- لورينس رايت. " ا لخطة الرئيسية ", The New Yorker, September 4, 2006. Retrieved September 12, 2006.